# Noureddine Bedoui
Noureddine Bedoui (Aïn Taya, 22 dicembre 1959) è un politico algerino.
È stato ministro dell'Interno dell'Algeria dal 2015 al 2019. Dopo le dimissioni di Ahmed Ouyahia, conseguenza delle proteste del 2019 in Algeria, è stato nominato primo ministro. Gli succede Abdelaziz Djerad.

## Biografia
Nel 1985, Noureddine Bedoui si unì alla National School of Administration (ENA) nella promozione di Mohamed Laid Al Khalifa. Si è laureato e successivamente è diventato revisore presso la Corte dei conti.